# 名鉄サ2170形電車
名鉄サ2170形電車（めいてつサ2170がたでんしゃ）は、名古屋鉄道（名鉄）が太平洋戦争中の戦時体制下において1943年（昭和18年）に導入した電車（付随車）である。
1942年（昭和17年）に戦時輸送強化のため日本車輌製造にて製造された木造車両で、台車はデキ50形のC-12二軸ボギー台車を流用。台枠は廃車したデワ350形のものを利用して製作された。側面には2箇所の片開客用扉を備え、側面窓配置は 2 D 4 D 2 であった。
当初は築港線にて工員輸送に供されたのち、1959年（昭和34年）以降に竹鼻線へ転属した。竹鼻線においては他形式（制御電動車）に牽引される形態で運用され、1960年（昭和35年）3月に廃車となった。